# Champagnac-la-Rivière
Champagnac-la-Rivière (okzitanisch: Champanhac) ist eine französische Gemeinde mit 591 Einwohnern (Stand: 1. Januar 2022) im Département Haute-Vienne in der Region Nouvelle-Aquitaine. Sie gehört zum Arrondissement Rochechouart und zum Kanton Rochechouart.

## Geografie
Champagnac-la-Rivière liegt etwa 28 Kilometer westsüdwestlich von Limoges im Regionalen Naturpark Périgord-Limousin. Durch die Gemeinde fließt der Tardoire. Umgeben wird Champagnac-la-Rivière von den Nachbargemeinden Oradour-sur-Vayres im Nordwesten und Norden, Saint-Laurent-sur-Gorre im Norden und Nordosten, Champsac im Osten, Châlus im Südosten, Dournazac im Süden, La Chapelle-Montbrandeix im Südwesten sowie Cussac im Südwesten und Westen.

## Bevölkerungsentwicklung
| Jahr                       | 1962 | 1968 | 1975 | 1982 | 1990 | 1999 | 2006 | 2013 | 2020 |
| Einwohner                  | 855  | 801  | 678  | 662  | 576  | 557  | 550  | 568  | 568  |
| Quellen: Cassini und INSEE |      |      |      |      |      |      |      |      |      |

## Sehenswürdigkeiten

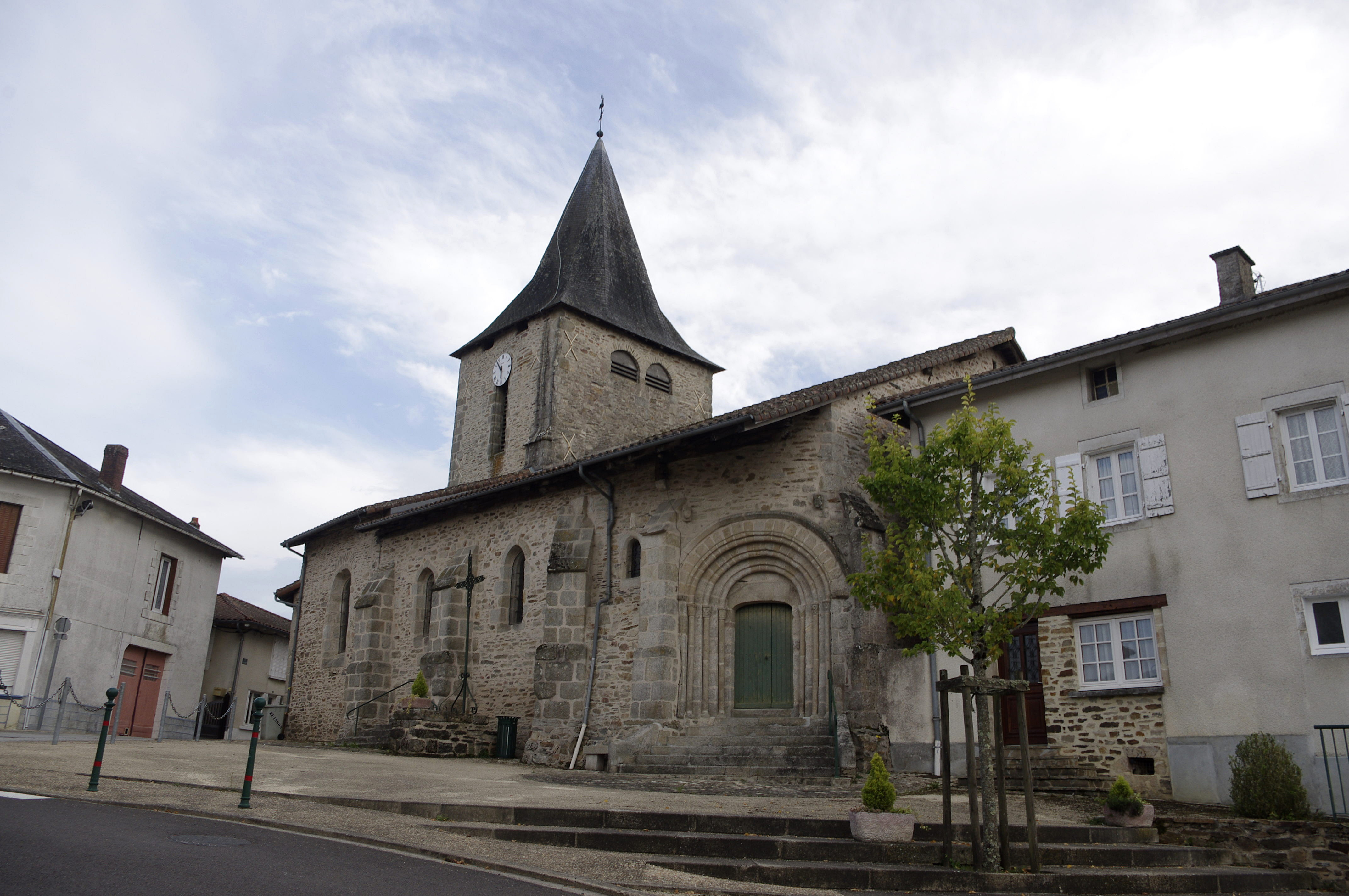
Kirche Saint-Paul
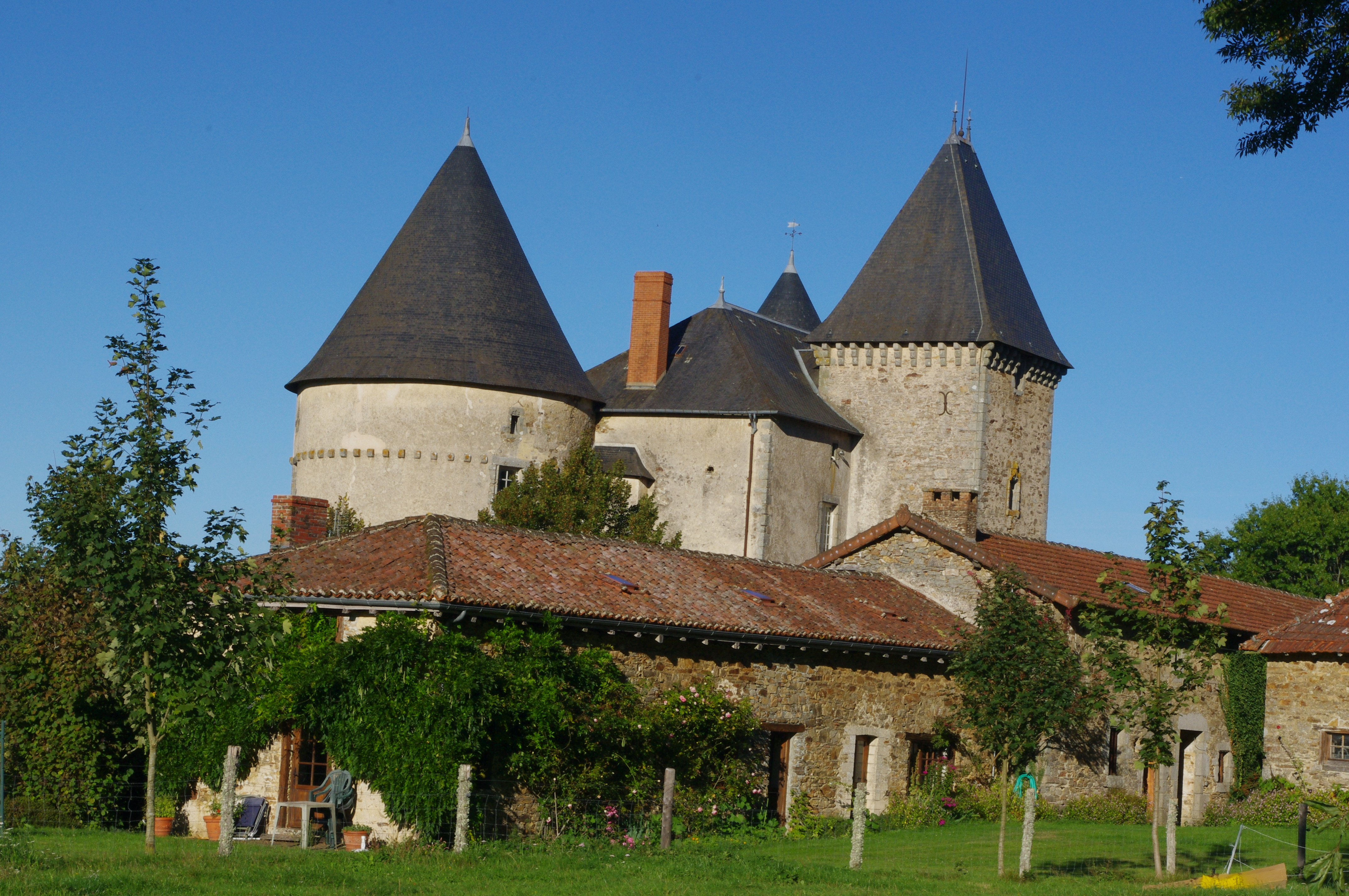
Burg Brie, Monument historique
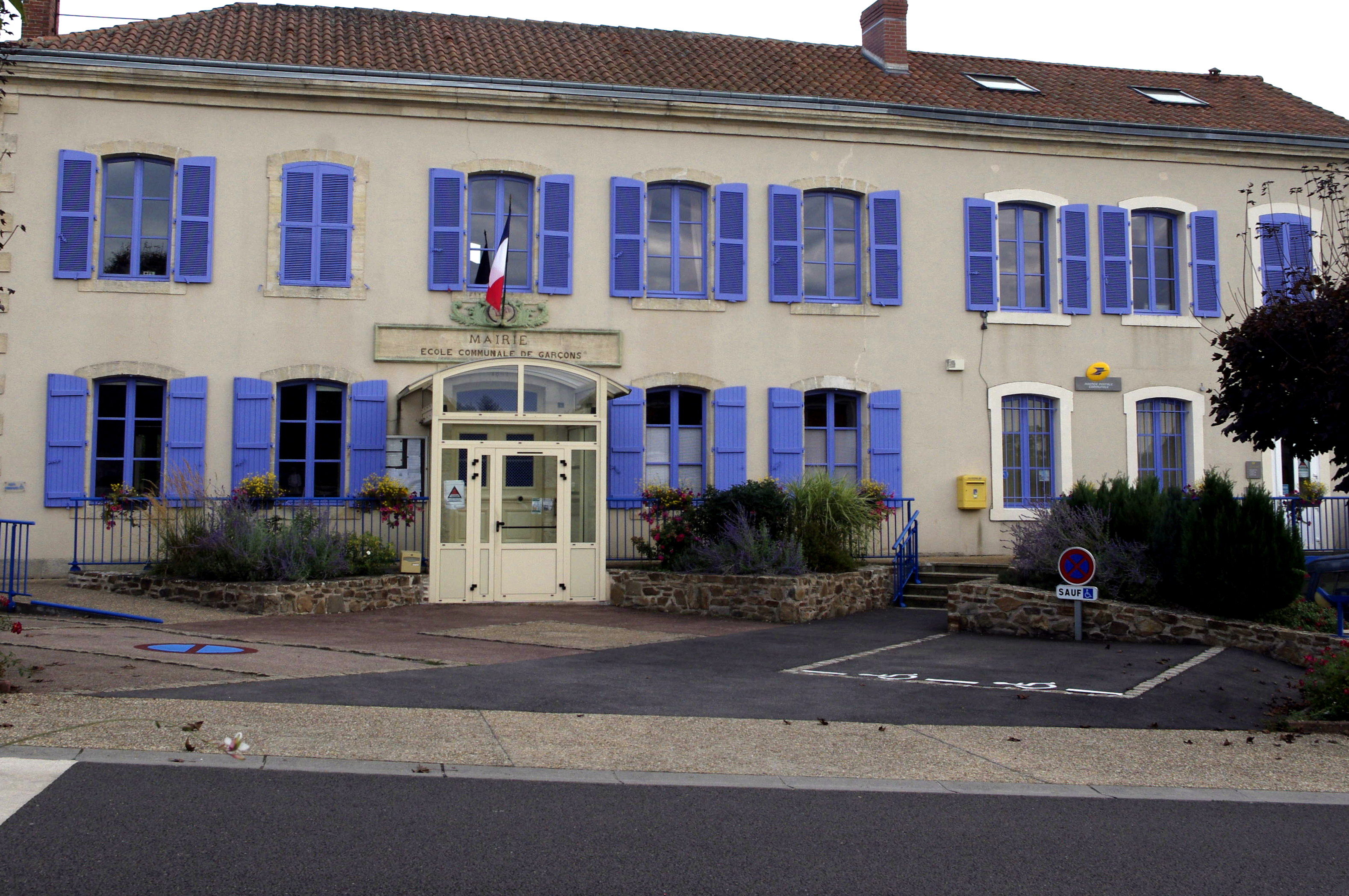
Rathaus (mairie)
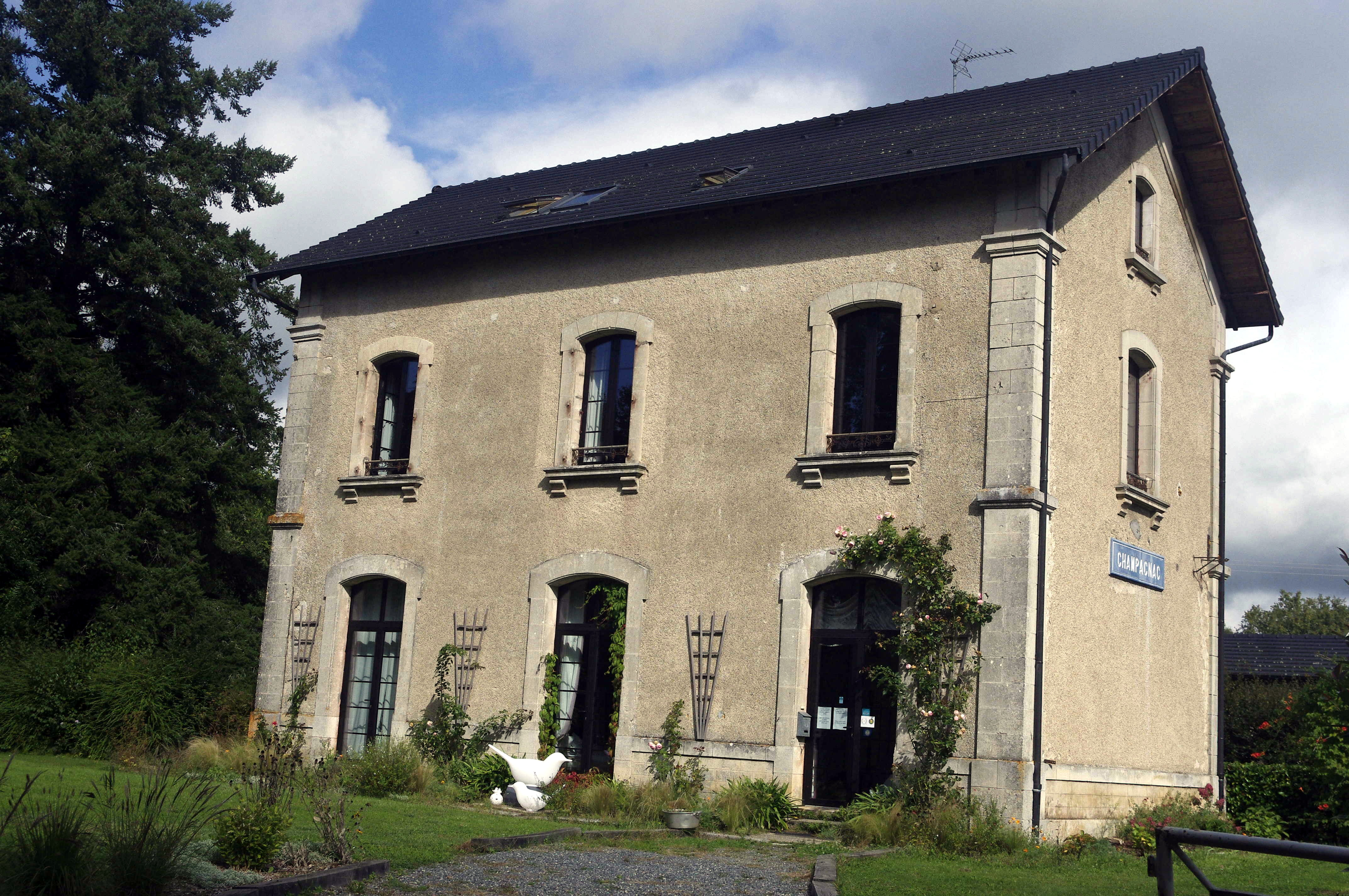
Ehemaliger Bahnhof

- Kirche Saint-Paul
- Burg Brie
- Rathaus (mairie)
- Ehemaliger Bahnhof